# Bøggildita
La bøggildita és un mineral de la classe dels halurs. Va ser descoberta al dipòsit de criolita d'Ivittuut (Sermersooq, Groenlàndia), l'únic indret on ha estat trobada. Rep el seu nom en honor del mineralogista danès Ove Balthasar Bøggild (1872–1956).

## Característiques
La bøggildita és un fluorur de fórmula química Na₂Sr₂Al₂PO₄F9. Cristal·litza en el sistema monoclínic. Forma agregats de cristalls columnars, els cristalls individuals són prismàtics i amb un perfil gairebé quadrat, fan fins a 12 mm; els cristalls són estriats longitudinalment. La seva duresa a l'escala de Mohs és 4 a 5.
Segons la classificació de Nickel-Strunz, la bøggildita pertany a «03.CG - Halurs complexos, aluminofluorurs amb CO₃, SO₄, PO₄» juntament amb els següents minerals: stenonita, chukhrovita-(Ce), chukhrovita-(Y), meniaylovita, chukhrovita-(Nd), creedita i thermessaïta.

## Formació
La bøggildita apareix en greisen format a la zona de contacte d'una mena de criolita.
Es va trobar associada amb: fluorita, criolita, esfalerita, pirita, zircó, calcopirita, galena, molibdenita, albita, moscovita i quars.